# Lasioglossum didomenon
Lasioglossum didomenon är en biart som beskrevs av Ebmer 1980. Lasioglossum didomenon ingår i släktet smalbin, och familjen vägbin. Inga underarter finns listade i Catalogue of Life.